# L-05E
ドコモ スマートフォン Optimus it L-05E（ドコモ スマートフォン オプティマス イット エルゼロゴイー）は、韓国のLGエレクトロニクスによって開発された、NTTドコモの第3.9世代移動通信システム（Xi）と第3世代移動通信システム（FOMA）のデュアルモード端末である。ドコモ スマートフォン（第2期）のひとつ。

## 概要
L-05Dの後継機種ながらL-04Eのスペックが継承されている機種である。当初はdocomo with seriesの端末として開発されていた。海外市場での発売は予定されていない。
キャッチコピーは「あなたの指に敏感に応える ビンカンコンパクト」。
防水以外の性能面ではL-04Eとほぼ同等だが、バッテリーの取り外しが可能となっている。バッテリー容量は2100mAh。また、日本国内におけるOptimusシリーズでは初となるおくだけ充電対応機種である。ただし電池単体での充電はできない。
ただし、Optimus LIFE L-02EとL-05Eは共通のバッテリーL20(2100mAh)を採用しているため、L-02E用バッテリーチャージャーL02(2016.01.05現在、ドコモオンラインショップにて販売中)を購入すれば、電池(L20)単体での充電が可能である(非公式)。合わせて、L-05E用の裏蓋も予備に購入するのがよい。
ディスプレイにおいてはガラス面とタッチセンサーを完全一体化した「Zerogap Touch」と呼ばれる新工法を採用していることにより超高感度のタッチを実現している。またそれによりディスプレーが薄型化されているほか、液晶がガラス面に近づくため透明度が高い映像が表示される。またふくらみを持たせた2.5D Glassにより画面が浮かび上がって見えるような工夫がされている。
ワンセグ放送はL-05Dでは視聴のみで録画非対応だったが、本機種では視聴・録画どちらにも対応している。なお、フルセグ放送には対応していない。

## 搭載アプリ
- spモードメール
- dマーケット
- メール翻訳コンシェル
- はなして翻訳
- うつして翻訳
- iコンシェル
- しゃべってコンシェル
- iチャネル
- i Bodymo
- ドコモあんしんスキャン
- フォトコレクション
- LG SmartWorld
- ボイスレコーダー
- 辞書
- Polaris Office 4
- 動画、音楽
- ファイルマネージャー
- デコメダウンローダー
- テレビ
- おサイフケータイ
- 取扱説明書
- カメラ
- アラーム時計
- インターネット
- 電卓
- メッセージ
- ダウンロード
- カレンダー
- Eメール
- ギャラリー
- Gmail
- Googleマップ
- ローカル
- ナビ
- トーク
- YouTube
- Playストア
- Playムービー
- Google+
- メッセンジャー
- Chrome
- Playブックス
- 音声検索
- Google設定
- メッセージ(SMS)

## 主な機能
| 主な対応サービス                                | 主な対応サービス                         | 主な対応サービス                     | 主な対応サービス                                                 |
| ----------------------------------------------- | ---------------------------------------- | ------------------------------------ | ---------------------------------------------------------------- |
| タッチパネル/加速度センサー                     | Xi/FOMAハイスピード                      | Bluetooth                            | DCMX/おサイフケータイ/NFC/かざしてリンク/赤外線/トルカ           |
| ワンセグ/フルセグ/モバキャス                    | メロディコール                           | テザリング                           | WiFi IEEE802.11a/b/g/n                                           |
| GPS                                             | ドコモメール/電話帳バックアップ          | デコメール/デコメ絵文字/デコメアニメ | iチャネル                                                        |
| エリアメール/ソフトウェアーアップデート自動更新 | デジタルオーディオプレーヤー(WMA)(MP3他) | GSM/3Gローミング(WORLD WING)         | フルブラウザ/Flash Player                                        |
| Google Play/dメニュー/dマーケット               | Gmail/Google Talk/YouTube/Picasa         | バーコードリーダ/名刺リーダ          | ドコモ地図ナビ/ドコモドライブネット/Google Maps/ストリートビュー |

## 歴史
- 2013年5月15日 - NTTドコモより発表。
- 2013年6月15日 - 事前予約開始。
- 2013年6月22日 - 発売開始[7]。

## アップデート・不具合など
2014年2月26日のアップデート
- スリープモードから復帰する際、携帯電話（本体）がフリーズする場合がある不具合を修正する。
- 「伝言メモ」機能の再生時出力をスピーカーから受話口（レシーバー）に変更。
- ソフトウェアバージョンがL05E10dからL05E10eになる。

2015年4月17日のアップデート
- メニューキーを押下した際、一部のGoogle提供アプリが強制終了する場合がある。
- ソフトウェアバージョンがL05E10dまたはL05E10eからL05E10fになる。